# Donna Hartley
Donna Hartley-Wass (rojstno ime Donna-Marie Louise Murray), angleška atletinja, * 1. maj 1955, Southampton, Anglija, Združeno kraljestvo, † 7. junij 2013, Yorkshire, Anglija.
Nastopila je na olimpijskih igrah v letih 1972, 1976 in 1980, ko je osvojila bronasto medaljo v štafeti 4×400 m, leta 1976 je bila v isti disciplini sedma. Na igrah Skupnosti narodov je osvojila zlati medalji v teku na 400 m in štafeti 4x400 m leta 1978. Leta 1977 je postala britanska državna prvakinja v teku na 400 m.